# Мадатов, Валериан Григорьевич
Валериа́н Григо́рьевич Мада́тов (Мадатя́н) (арм. Ռոստոմ Գրիգորի Մադաթյան; 18 (29) мая 1782 — 4 (16) сентября 1829) — князь, генерал-лейтенант Русской императорской армии армянского происхождения.

## Биография
Родился в армянском селе Чанахчи вблизи Шуши. Дореволюционные авторы полагали, что Валериан (Ростом) происходил из армянской дворянской фамилии, которая имела княжеский титул. Согласно историческим документам «из армянских князей Карабахского ханства». Специалист по Кавказу Е. Г. Вейденбаум полагал, что настоящая фамилия Мадатова была Григорян (Кюкюиц), а его отец Григорий (Кюки) был конюхом у варандийского мелика (князя) Шах-Назара II. Согласно Раффи, Ростом был сыном «погонщика мулов мелика Шахназара. Его отца звали Мехрабенц Гюки. Ещё в 14-летнем возрасте Ростом, удрав из Карабаха в Астрахань, стал там учеником у полкового маркитанта. Это занятие позволило ему изучить русский язык».
При поступлении в русскую гвардию Валериан взял фамилию Мадатов по девичьей фамилии матери — Мадатян. Однако специальный указ императора Павла I запрещал производство недворян в офицеры. Полагают, что Павел I даровал 17-летнему Валериану княжеский титул в качестве дипломатического жеста, зачисляя его в гвардейский корпус. Дело в том, что Валериан прибыл в Санкт-Петербург в 1799 году в составе делегации армянских меликов во главе с Джимшит Шах-Назаровым.
По сообщению Раффи:

Когда мелики по пути в Санкт-Петербург проезжали через Астрахань, Ростом затесался в их довольно многочисленную свиту. Его взяли с собой, полагая, что он пригодится в пути в качестве переводчика. Санкт-Петербург так увлек юношу, что он решил остаться здесь. Мелик Джумшуд выдал сыну погонщика мулов своего отца грамоту о дворянском происхождении, и по его просьбе Ростома зачислили в военную школу.— 
 Валериан начал военную службу с унтер-офицерского звания подпрапорщика в лейб-гвардии Преображенском полку. В Санкт-Петербурге Валериану покровительствовали крупные деятели армянской колонии — архиепископ Иосиф и Иоанн Лазаревич Лазарев (1735—1801). В доме Лазарева Валериан и поселился.

## Участие в военных действиях
Отличился впервые во время Русско-турецкой войны (1806—1812). В Отечественную войну 1812 года, командуя передовым отрядом, успешно действовал под Кобрином, Городечном и Борисовом, а также при занятии Вильны (ныне — Вильнюс). В 1813 году был ранен под Лейпцигом.
В 1816 году Мадатов был назначен командующим войсками в Карабахском ханстве, а в следующем году — окружным начальником уже в нескольких ханствах: Шекинском, Ширванском и Карабахском. В 1818 году А.П. Ермолов, будучи Главноуправляющим Кавказским краем, предпринял попытку покорения чеченцев, и главным его помощником был Мадатов, замиривший восставших жителей Табасаранской области, терекоменских лезгин, жителей Каракайдакской провинции, повсюду действуя с небольшим отрядом, преимущественно из «татарских войск».
Затем он помог Ермолову в битве у Леваши одержать победу над акушинцами и занять их главное укрепление — Акушу. В 1820 году Мадатов разбил у Хосреха казикумухского хана Сурхая и за две недели покорил всё ханство; организовал в нём суды, провёл дороги, учредил казачьи посты, способствовал развитию торговли и промышленности, разведению шелковичных садов, основанию конских заводов и т. п.
Участник Русско-персидской войны (1826—1828). В 1826 году он разбил персов при Шамхоре, вытеснил Назар-Али-хана из Елизаветполя и помог Паскевичу одержать победу над шахом Аббас-Мирзой и занять крепость Шушу.

Перейдя в 1828 году в армию, действовавшую в европейской части Турции (был прикомандирован к III пехотному корпусу, затем был начальником 3-й гусарской дивизии), он одержал над турками две блестящих победы, около Правод и под Шумлой, но вскоре после последнего сражения заболел и умер.
Был похоронен на христианском кладбище Шумлы. Через несколько лет его прах был перезахоронен на Тихвинском кладбище Александро-Невской лавры.
Портрет его, исполненный Доу с натуры, относится к числу лучших работ художника. Волевой характерный профиль Мадатова, рука, лежащая на эфесе сабли, блестяще написанные ордена и шитье гусарских ментика и долмана, «свободная и широкая» живопись портрета — все это создает впечатляющий по своей жизненности образ одного из незаурядных военачальников первой четверти позапрошлого столетия.
В Русской старине (1872. — № 12) отмечалось, что отношения генерала Паскевича к Мадатову «всегда исполнены были вражды так как кн. Паскевич не любил в Мадатове одного из замечательнейших сподвижников Ермолова».

В. С. Толстой говорил о Мадатове
...бешенный храбрец армянин генерал майор князь Мадатов — в Отечественную войну в Париже известный под прозвищем Prince du Karabaque

## Военные чины
- Портупей-прапорщик (11.06.1799)[10]
- Подпоручик (05.05.1802)
- Поручик (11.04.1803)
- Штабс-капитан (19.09.1807)
- Капитан (18.07.1808)
- Ротмистр (11.02.1810)
- Майор (13.03.1810)
- Подполковник (25.11.1811)
- Полковник (12.12.1812)
- Генерал-майор (13.09.1813)
- Генерал-лейтенант за отличие (28.09.1826)

## Награды

### Русско-турецкая война 1806—1812
- Орден Святой Анны 3-й степени[11], за храбрость в боях под Браиловым (30.09.1809);
- Орден Святого Владимира 4-й степени с бантом за бой при взятии Кюстенджи (08.10.1809);
- Золотая шпага с надписью «За храбрость», за бой под Расеватом (08.01.1810);
- Орден Святой Анны 2-й степени, за бой между селами Калипетро и Канаклы (01.09.1810);
- Орден Святого Георгия 4-й степени, за бой в деревне Чаушкиой (захватил орудие) (11.04.1811).

### Отечественная война 1812 года
- Алмазные знаки к Ордену Святой Анны 2-й степени за бой под Кобриным (23.08.1812);
- Золотая сабля с алмазами и надписью «За храбрость», за бой у Плещеницы (взял в плен двух генералов);
- Орден Святого Георгия 3-й степени, за бой под Калишем (пленил саксонского генерала Ностица) (22.02.1813);
- Орден Святого Владимира 3-й степени, за сражение при Люцерне (15.09.1813);
- Серебряная медаль «В память Отечественной войны 1812 года»;
- Прусский орден Pour le Mérite (30.05.1814).

### Кавказская война
- Орден Святой Анны 1-й степени, за покорение в Табасаранской области и Карандайк (31.10.1819);
- Алмазные знаки к Ордену Святой Анны 1-й степени за победу над акушинцами (20.02.1820);
- Орден Святого Владимира 2-й степени, за покорение Казыкумыкского ханства (19.08.1820).

### Русско-персидская война 1826—1828
- Золотая сабля, украшенная алмазами, с надписью «За храбрость», за победу под Шамхором над авангардом войск Аббас-Мирзы (11.11.1826).

### Русско-турецкая война 1828—1829 годов
- Орден Святого Александра Невского, за взятие редутов у крепости Шумлы (09.06.1829).